# 아모르 파티 (노래)
〈아모르 파티〉(Amor fati)는 2013년 5월 23일에 김연자가 발표한 싱글 음반이다. 신철과 이건우가 작사를, 윤일상이 작곡을 맡았다. 독일의 철학자인 프리드리히 니체의 사상 가운데 하나인 "운명에 대한 사랑"(아모르 파티, Amor fati)을 소재로 한 노래로서 트로트와 일렉트로닉 댄스 뮤직(EDM)을 결합하여 높은 중독성을 띠는 것이 특징이다.

## 일화
김연자는 2017년 9월 5일에 방송된 KBS 1TV 프로그램 《아침마당》에 출연하여 노래 〈아모르 파티〉에 담긴 비화를 전했다. 김연자는 생전에 윤일상이 작곡한 이은미의 노래 〈애인... 있어요〉를 좋아했는데 김연자의 소속사 대표는 신철과 친분이 있었고 신철은 윤일상과 친분이 있었다고 한다. 인생의 찬가를 주제로 한 노래를 원했던 김연자는 윤일상에게 작곡을 요청했다. 발라드와 같은 노래를 기대했던 김연자는 윤일상이 작곡한 노래가 빠른 템포의 EDM이어서 당황했다. 김연자가 윤일상에게 노래를 못 하겠다는 말을 전하자 윤일상은 김연자에게 가이드 녹음이 담긴 노래를 다시 보내주었다. 그러나 김연자는 가사가 너무 많고 숨이 가쁜 노래라는 점, 성인가요 (트로트)에 맞지 않는 청년층의 노래라는 점 때문에 일찍 접었다고 한다.
김연자는 2016년 7월 10일에 방송된 KBS 1TV 《열린음악회》에 출연하여 보이 밴드 EXO의 뒤를 이어 노래 〈아모르 파티〉를 불렀다. 열린음악회 방송 이후에 계속 잠잠하다가 다음 해인 2017년 3월에서야 추천 트윗이 올라왔고 이게 여기저기 퍼지며 폭발적 반응을 보였다. 처음 발표 당시에 활동을 일찍 멈췄던 김연자의 노래 〈아모르 파티〉는 2017년에 음원 차트 트로트 부문에서 1위를 기록하면서 역주행 기록을 세운다. 김연자는 2017년 5월 27일에 방송된 문화방송(MBC) 프로그램 《무한도전》에 출연하여 노래 〈아모르 파티〉를 불렀다. 2018년 12월 29일에 방송된 《KBS 가요대축제》에 출연한 김연자는 음악 그룹 EXO, 방탄소년단, 트와이스를 비롯한 모든 출연자들과 함께 노래 〈아모르 파티〉를 부르면서 무대의 마지막을 장식했다.